# Anna Veith
Pour les articles homonymes, voir Veith.
Anna Veith, née Fenninger le 18 juin 1989 à Hallein dans le Land de Salzbourg, est une skieuse alpine autrichienne. Championne olympique de super-G en 2014 et gagnante du classement général de la Coupe du monde en 2014 et 2015, elle a également remporté trois titres de championne du monde entre 2011 et 2015. Polyvalente, elle participe à toutes les épreuves à l'exception du slalom, obtenant ses meilleurs résultats en géant et super-G. Sa première victoire en carrière est son titre de championne du monde à Garmisch-Partenkirchen en 2011 dans l'épreuve du super-combiné.
À quelques jours de l'ouverture de la Coupe du monde 2015-2016 à Sölden, le 21 octobre, Anna Fenninger se blesse gravement au genou droit lors d'un entraînement, ce qui la contraint à déclarer forfait pour l'ensemble de la saison. Elle revient la saison suivante, sans toutefois retrouver son meilleur niveau et rencontrer à nouveau le succès. En avril 2016, elle épouse Manuel Veith. Elle remporte sa première victoire en Coupe du monde sous son nouveau nom le 17 décembre 2017 à l'arrivée du Super-G de Val d'Isère, trois ans après le dernier succès qu'elle avait obtenu avant de se blesser.
En 2018, aux Jeux olympiques de Pyeongchang, elle remporte la médaille d'argent en Super-G, un centième derrière la snowboardeuse Ester Ledecká. Elle se blesse à nouveau au genou la saison suivante ce qui l'empêche de participer aux championnats du monde 2019. Elle annonce la fin de sa carrière sportive en mai 2020.

## Biographie

### Ses débuts

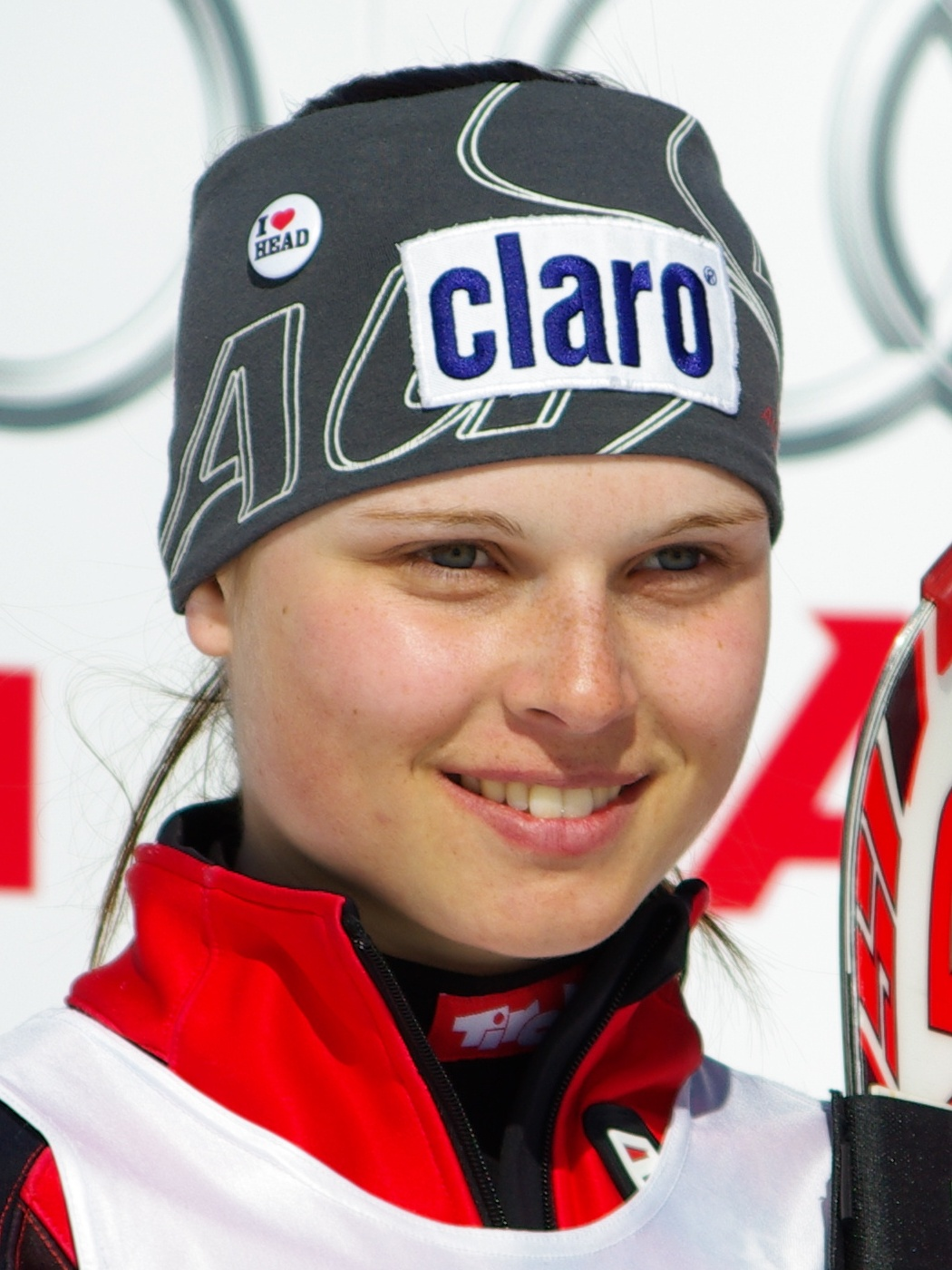
Anna Fenninger en mars 2008.

Anna Fenninger fait sa première apparition en Coupe du monde en décembre 2006 à l'occasion d'un slalom organisé à Levi. Elle marque ses premiers points en janvier 2007 à Cortina d'Ampezzo. En décembre 2007, elle réalise son premier top-10 en terminant au pied du podium sur une épreuve combinée organisée à Sankt Anton.
Lors des Mondiaux juniors 2008 organisés dans les Pyrénées, elle remporte trois médailles dont deux en or. Deux années plus tôt, elle avait déjà gagné le super-G.
Elle réalise son premier podium au super-G de Cortina d'Ampezzo en 2009, mais ne réalise que 3 top 10 sur l'hiver 2010.

### Le plus haut niveau

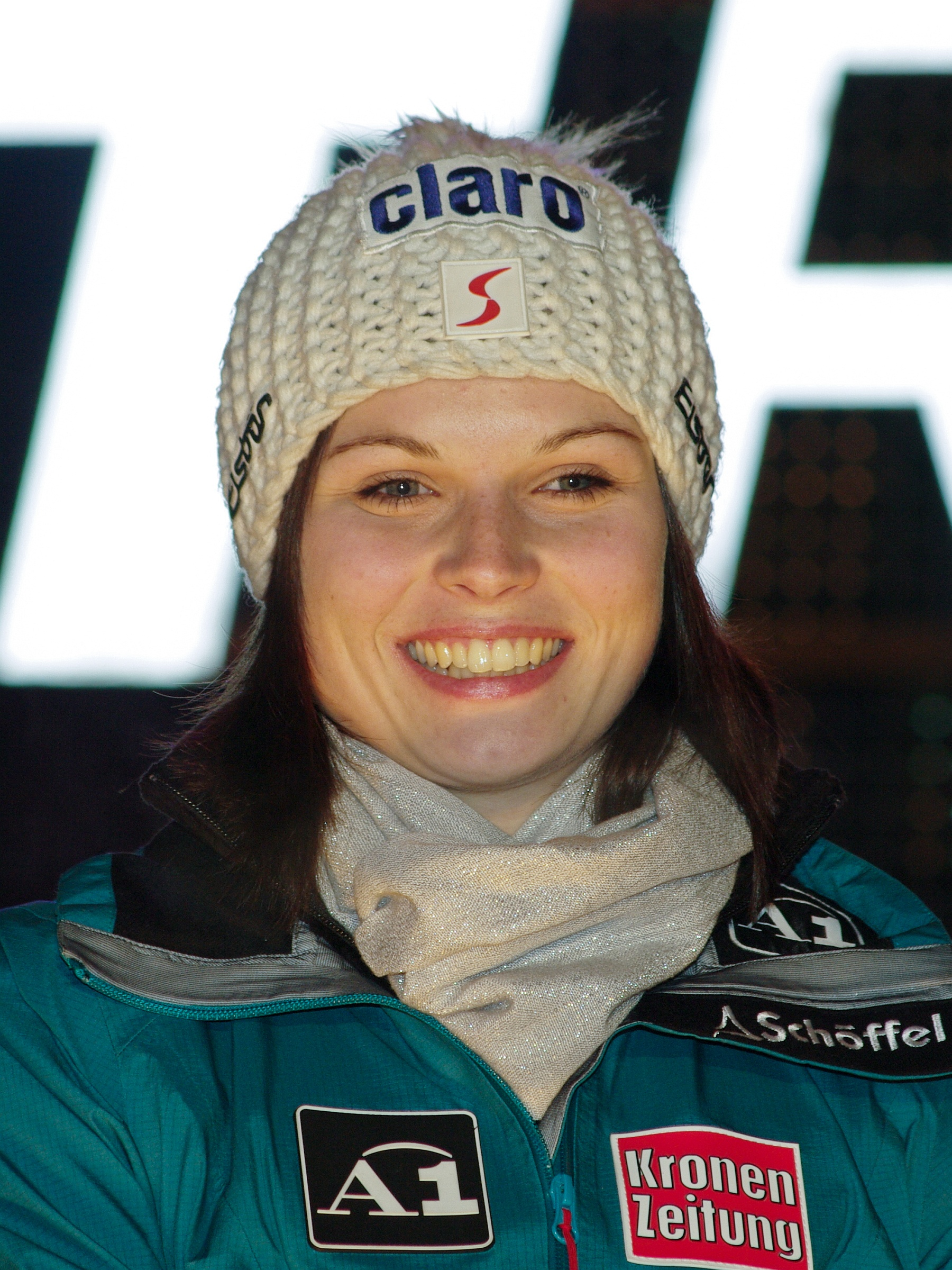
Anna Fenninger à Altenmarkt-Zauchensee en janvier 2011

Elle attaque plus fort la saison 2010-2011 et décroche deux nouveaux podiums, puis elle signe sa première victoire chez les seniors aux Championnats du monde de Garmisch-Partenkirchen dans l'épreuve du super-combiné.
En 2011-2012, elle remporte sa première épreuve de Coupe du monde dans son pays d'origine, l'Autriche, lors du géant de Lienz. Elle ajoute un autre podium dans cette discipline à Schladming et termine 4e de la coupe du monde de la spécialité. Mais c'est en super G qu'elle obtient son meilleur classement général, en terminant 3e, grâce à quatre podiums, mais aucune victoire. Elle termine dans le top 3 des super G de Bad Kleinkirchheim, Beaver Creek, Garmisch et Lake Louise.
Forte de cette saison au plus haut niveau, Anna Fenninger obtient des nouvelles places d'honneur lors de la saison 2012-2013, aussi bien en géant, qu'en super G et en descente. Elle remporte surtout une seconde épreuve de Coupe du monde lors du géant de Semmering. Elle dispute par la suite les Championnats du monde, chez elle à Schladming, avec le statut de favorite autrichienne du fait de ses bons résultats. Malheureusement elle ne répond pas à l'attente immense du public en passant au travers de cette compétition, n'accrochant qu'une médaille de bronze en géant. Néanmoins sa fin de saison est un succès puisqu'elle remporte en Allemagne son premier super G, à Garmish et un nouveau géant à Ofterschwang. Ces résultats lui permettent de finir à la 3e place du général de la Coupe du monde, ainsi qu'à la 2e place du super G et la 3e en géant.

### La consécration olympique et le gros globe
Sa première partie de saison 2013-2014 est marquée par de nouveaux podiums lors de la tournée nord-américaine. À Lienz elle remporte pour la troisième fois consécutive le géant autrichien organisé entre noël et le jour de l'an et monte en puissance avant d'arriver aux JO avec un nouveau podium en descente.
Elle participe ensuite aux Jeux olympiques d'hiver de 2014, s'alignant sur la descente, le super G, le géant et le super combiné. Lors de sa première course, le super combiné, elle réalise une bonne descente, terminant 4e, mais son manque de pratique en slalom la pénalise et elle rétrograde à la 8e place. Sa deuxième course est la descente, dernière favorite à s'élancer, elle passe en avance au 1er temps intermédiaire avant de sortir du tracé. La troisième chance sera la bonne pour Anna, puisqu'elle remporte la médaille d'or lors du super G, marqué par un nombre important d'abandons. Elle s'impose avec plus d'une demi seconde d'avance sur Maria Höfl-Riesch et Nicole Hosp. Lors de sa dernière course, en géant, elle remporte la médaille d'argent, sept centièmes derrière Tina Maze. Elle conclut donc ses Jeux avec deux médailles dont une en or.
La fin de saison est sur sa lignée des jeux, elle décroche la 2e place en descente à Crans-Montana malgré avoir été longtemps leader. Lors de l'étape suivante à Åre, elle remporte les deux géant disputés et s'empare de la tête de la Coupe du monde pour sept points. Au coude à coude avec Maria Höfl-Riesch en arrivant aux finales de Lenzerheide, elle bénéficie de la blessure de cette dernière pour s'assurer mathématiquement son premier gros globe de cristal en décrochant la deuxième place du super G. Lors de la dernière épreuve elle remporte le géant, son quatrième consécutif en Coupe du monde, ce qui lui permet de remporter aussi le classement de la spécialité.

### Succès aux Mondiaux et deuxième gros globe

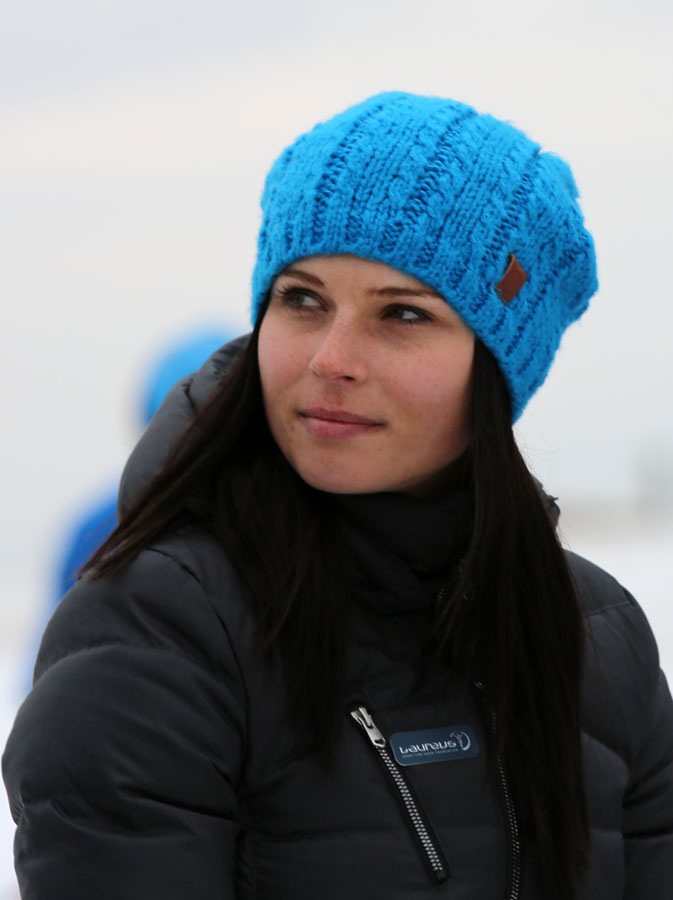
Anna Fenninger en mars 2015.

Anna Fenninger commence la défense de son gros globe avec une victoire chez elle lors du géant d'ouverture de la saison à Sölden à égalité avec Mikaela Shiffrin. Par la suite, elle enchaine les podiums et les places d'honneur, mais elle échoue souvent dans sa quête de victoire pour quelques centièmes. Ces résultats permettent à sa rivale Tina Maze de prendre beaucoup d'avance au classement général. Finalement, c'est lors des Championnats du monde à Vail/Beaver Creek dans le Colorado que la chance tourne, et le 3 février 2015, elle remporte le titre en super G devant Maze et la favorite locale Lindsey Vonn. Une semaine plus tard, elle survole le géant pour s'offrir son deuxième titre de la quinzaine, en construisant son succès sur une première manche parfaite. Une faute au milieu du second tracé, qui la met quasiment en chasse-neige, ne l'empêche pas de retrouver sa vitesse et de l'emporter avec 1 seconde 40 centièmes d'avance sur l'Allemande Viktoria Rebensburg. Entre-temps, elle a décroché l'argent en descente, et a échoué au pied du podium en super combiné.
En totale confiance après des mondiaux réussis, elle enchaîne les victoires à Maribor et Bansko et fond au général sur Tina Maze. Elle remporte même en Bulgarie son premier super combiné en coupe du monde, celui-ci étant le seul de la saison, elle empoche le classement de la spécialité mais aucun globe n'est décerné. Elle continue sur le même rythme et sa victoire en géant à Åre lors de l'avant dernière épreuve lui offre la tête du général avant d'aborder les finales.
Aux finales de Méribel, Anna Fenninger ne termine que 8e en descente mais monte sur la deuxième marche du podium en super G devancée par Lindsey Vonn sa concurrente pour le petit globe. Pour tenter de consolider son avance au classement général, elle s'aligne au départ du slalom mais ne finit qu'à la 23e position, ce qui permet à sa rivale slovène de reprendre la tête du général avec 18 points d'avance.
Lors de la dernière épreuve de la saison, l'Autrichienne remporte le géant devant sa compatriote Eva-Maria Brem et Tina Maze. Cette victoire lui permet de conserver son gros globe de cristal et son petit globe du géant.

### Blessure, retour et nouvelle blessure
Fenninger ne peut participer à la saison 2015-2016 dont elle est présentée comme favorite. Trois jours avant la première course de cette saison, elle se blesse au cours d'un entraînement. Elle souffre d'une rupture des ligaments croisés et du tendon rotulien du genou droit, ce qui nécessite une intervention chirurgicale et une convalescence de plusieurs mois. Elle doit à nouveau être opérée début 2017 en raison d'une inflammation au tendon rotulien et ne termine pas l'hiver 2016-2017.
Elle retrouve le succès seulement en fin d'année 2017, où elle remporte le super G de Val d'Isère. Aux Jeux olympiques de PeyongChang 2018, elle parvient à décrocher la médaille d'argent du super G un centième derrière la sensation Ester Ledecká. Lors de la saison 2018-2019, après avoir terminé quatre fois dans le top 10, Anna Veith se blesse à nouveau, au genou droit (rupture des ligaments croisés) après un choc à la réception d'un saut, le 29 janvier à l'entraînement en Italie. Elle est immédiatement opérée et sa saison s'achève une nouvelle fois prématurément.
Elle officialise la fin de sa carrière le 23 mai 2020.

## Palmarès

### Jeux olympiques d'hiver
| Épreuve / Édition   | Descente | Super G | Slalom géant | Combiné |
| ------------------- | -------- | ------- | ------------ | ------- |
| JO 2010 Vancouver   | 25e      | 16e     | -            | 16e     |
| JO 2014 Sotchi      | DNF      | Or      | Argent       | 8e      |
| JO 2018 Pyeongchang | -        | Argent  | 12e          | -       |

### Championnats du monde
| Épreuve / Édition                    | Descente | Super G | Slalom géant | Slalom | Combiné | Par équipes |
| Mondiaux 2009 Val d'Isère            | DNF      | 4e      | —            | 32e    | 7e      | —           |
| Mondiaux 2011 Garmisch-Partenkirchen | 17e      | 5e      | —            | —      | Or      | Argent      |
| Mondiaux 2013 Schladming             | 11e      | DNF     | Bronze       | —      | DNF     | —           |
| Mondiaux 2015 Vail - Beaver Creek    | Argent   | Or      | Or           | —      | 4e      | —           |
| Mondiaux 2017 Saint-Moritz           | —        | DNF     | 22e          | —      | —       | —           |

### Coupe du monde
- 2 gros globes de cristal :

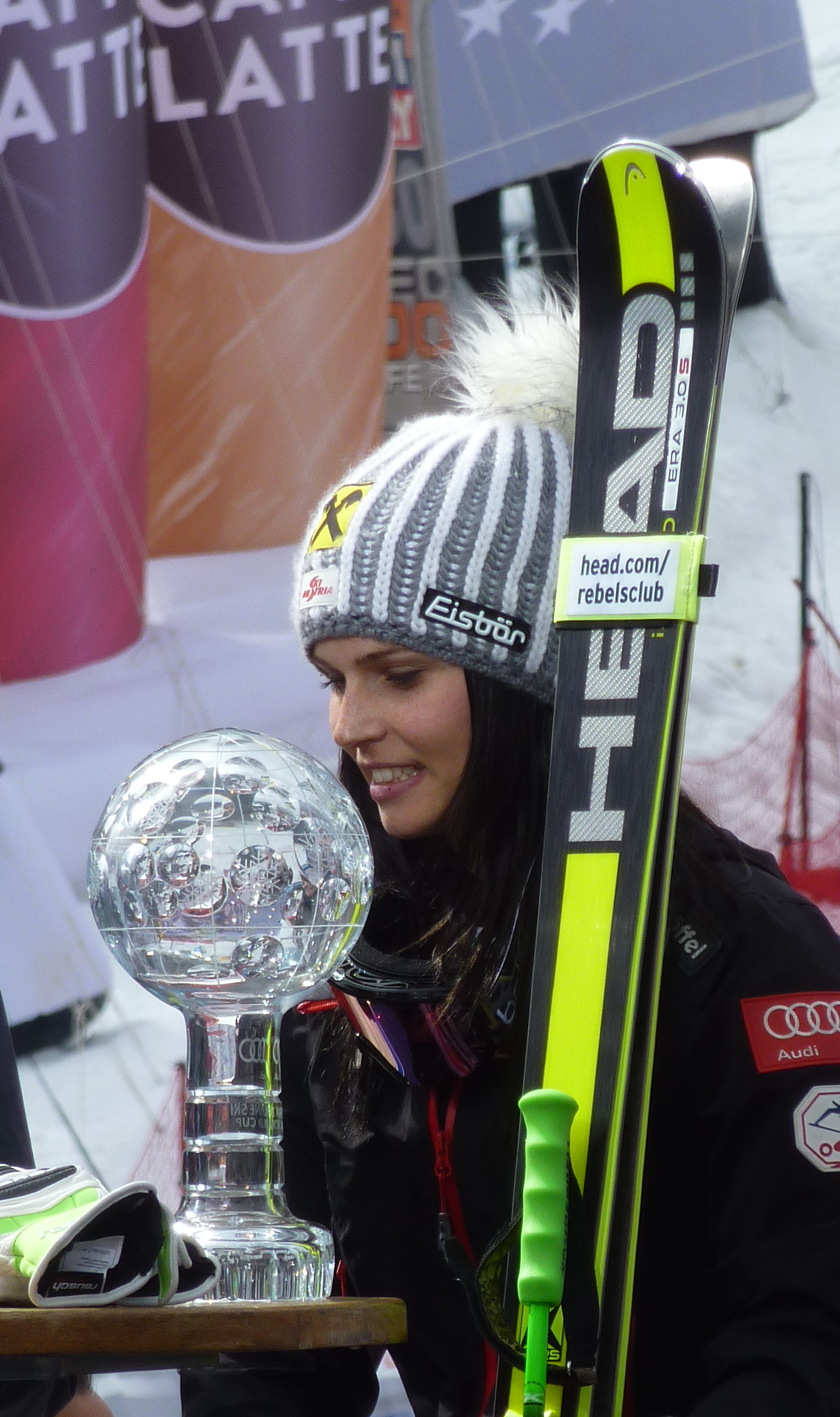
Anna Fenninger, juste après sa victoire au classement général de la Coupe du Monde 2015 à Méribel

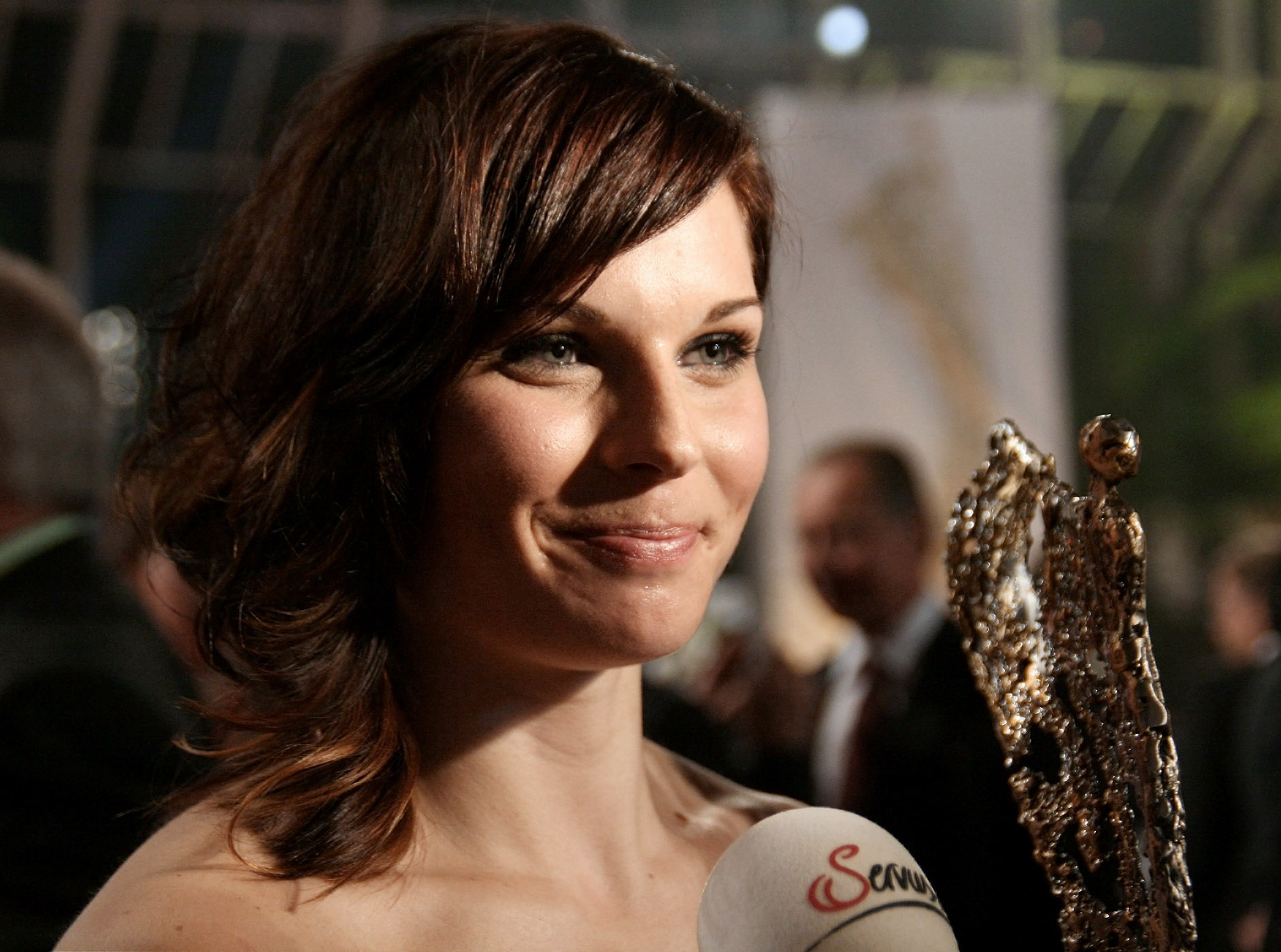
Anna Fenninger recevant le prix de révélation sportive autrichienne 2011

  - Vainqueur du classement général en 2014 et en 2015.
- 2 petits globes de cristal :
  - Vainqueur du classement du slalom géant en 2014 et en 2015.
- 46 podiums dont 15 victoires.

#### Différents classements en Coupe du monde
| Année/Classement | Général | Général | Descente | Descente | Super G | Super G | Slalom géant | Slalom géant | Slalom | Slalom | Combiné | Combiné |
| Année/Classement | Class.  | Points  | Class.   | Points   | Class.  | Points  | Class.       | Points       | Class. | Points | Class.  | Points  |
| ---------------- | ------- | ------- | -------- | -------- | ------- | ------- | ------------ | ------------ | ------ | ------ | ------- | ------- |
| 2007             | 108e    | 15      | -        | -        | -       | -       | 40e          | 15           | -      | -      | -       | -       |
| 2008             | 60e     | 83      | -        | -        | 32e     | 29      | 52e          | 4            | -      | -      | 14e     | 50      |
| 2009             | 20e     | 338     | 21e      | 84       | 15e     | 126     | 52e          | 5            | 39e    | 22     | 7e      | 101     |
| 2010             | 26e     | 260     | 26e      | 65       | 13e     | 135     | -            | -            | -      | -      | 6e      | 60      |
| 2011             | 12e     | 555     | 6e       | 268      | 7e      | 142     | 33e          | 34           | -      | -      | 9e      | 81      |
| 2012             | 5e      | 994     | 19e      | 107      | 3e      | 369     | 4e           | 442          | 54e    | 5      | 8e      | 56      |
| 2013             | 3e      | 1029    | 8e       | 209      | 3e      | 304     | 2e           | 480          | -      | -      | 13e*    | 36      |
| 2014             | 1re     | 1371    | 2e       | 464      | 2e      | 357     | 1re          | 518          | -      | -      | 8e*     | 32      |
| 2015             | 1re     | 1553    | 2e       | 399      | 2e      | 512     | 1re          | 542          | -      | -      | 1re*    | 100     |
| 2016             | -       | -       | -        | -        | -       | -       | -            | -            | -      | -      | -       | -       |
| 2017             | 74e     | 78      | 45e      | 12       | 26e     | 60      | 48e          | 6            | -      | -      | -       | -       |
| 2018             | 15e     | 540     | 12e      | 175      | 3e      | 339     |              |              | -      | -      | -       | -       |
| 2019             | 39e     | 205     | 34e      | 40       | 26e     | 54      | 18e          | 111          | -      | -      | -       | -       |

- * : entre 2013 et 2015, la FIS a décidé de ne plus attribuer de globe de cristal au super combiné

#### Détail des victoires
| Édition / Épreuve | Super G                | Slalom géant                | Super combiné | Total |
| 2012              |                        | Lienz                       |               | 1     |
| 2013              | Garmisch-Partenkirchen | Semmering Ofterschwang      |               | 3     |
| 2014              |                        | Lienz Åre (× 2) Lenzerheide |               | 4     |
| 2015              | Bansko                 | Sölden Maribor Åre Méribel  | Bansko        | 6     |
| 2018              | Val d'Isère            |                             |               | 1     |
| Total             | 3                      | 11                          | 1             | 15    |

(état au 22 mars 2015)

### Coupe d'Europe
- 2 victoires au classement général, en 2006 et en 2007.
  - 1 victoire dans le classement du slalom géant (2006).
  - 1 victoire dans le classement du super-G (2007).
  - 1 victoire dans le classement du combiné (2008).
- 25 podiums, dont 14 victoires.

| Année/Classement | Général | Général | Descente | Descente | Super G | Super G | Géant  | Géant  | Slalom | Slalom | Combiné | Combiné |
| Année/Classement | Class.  | Points  | Class.   | Points   | Class.  | Points  | Class. | Points | Class. | Points | Class.  | Points  |
| ---------------- | ------- | ------- | -------- | -------- | ------- | ------- | ------ | ------ | ------ | ------ | ------- | ------- |
| 2006             | 1re     | 1 184   | 26e      | 85       | 23e     | 71      | 1re    | 673    | 3e     | 355    | -       | -       |
| 2007             | 1re     | 884     | -        | -        | 1re     | 360     | 2e     | 416    | 33e    | 76     | 16e     | 32      |
| 2008             | 3e      | 1 012   | 5e       | 213      | 2e      | 292     | 12e    | 217    | 47e    | 40     | 1re     | 32      |
| 2009             | 51e     | 415     | -        | -        | -       | -       | -      | -      | 15e    | 415    | -       | -       |

### Championnats du monde junior
| Épreuve / Édition | Québec 2006 | Formigal 2008 | Garmisch Partenkirchen 2009 |
| Descente          | Argent      | 4e            | -                           |
| Super G           | Or          | Argent        | Bronze                      |
| Slalom géant      | 9e          | Or            | 6e                          |
| Slalom            | 4e          | 8e            | 17e                         |
| Combiné           | -           | Or            | -                           |

### Festival olympique de la jeunesse européenne
En 2005, elle gagne deux médailles de bronze en slalom et super G.

### Championnats d'Autriche
- Championne du super G en 2011.
- Championne du super combiné en 2014.